# Guinea Grass
Koordinaten: 17° 58′ N, 88° 36′ W
Guinea Grass oder Guinea Grass Town ist eine Gemeinde im Orange Walk District im Nordwesten von Belize. Die Bevölkerung beträgt 2510 Einwohner (Zensus, 2000) und stieg, nach offizieller Schätzung, im Jahre 2005 auf 2895 Einwohner an. Der Ort ist hauptsächlich von Emigranten aus Taiwan bewohnt.
Guinea Grass liegt auf einer Höhe von 38 m ü. d. M., ca. 10 km abseits des Northern Highway. Der Ort ist erreichbar per Busverbindung von Orange Walk Town.